# Mausoleo (Francia)
Mausoleo (in francese Mausoléo, in corso U Musuleu) è un comune francese di 16 abitanti situato nel dipartimento dell'Alta Corsica nella regione della Corsica.

## Società

### Evoluzione demografica
Abitanti censiti